# Nkana FC
Nkana FC este un club de fotbal cu sediul în Kitwe, Zambia. Echipa de fotbal concurează în Super League și este considerată una dintre cele mai populare echipe ale țării.

## Istoria clubului
Nkana FC este unul dintre cele mai vechi cluburi de fotbal din Zambia, înființat în 1932 în localitatea Wusakile din Kitwe. Clubul a fost fondat sub numele de Rhokana United FC înainte de a se schimba în Nkana Red Devils. Clubul este în prezent sponsorizat de Mopani Copper Mines, care sunt principalii proprietari, clubul de fotbal a achiziționat și un contract de sponsorizare cu compania globală de jocuri de noroc online Betway. 
Cu toate acestea, controversele i-au înconjurat pe principalii sponsori ai clubului în 2020, după creșterea numărului de cazuri de Covid-19 înregistrate în Zambia, sponsorii Mopani Copper Mines au redus contractul de sponsorizare cu clubul cu 50 la sută, invocând eșecul prețurilor companiei din cauza pandemiei. Din acest motiv, clubul a decis să semneze alte contracte de sponsorizare cu The Zambia Revenue Authority și The Copperbelt University.
Nkana a câștigat 13 titluri de ligă, ceea ce l-a făcut să fie cel mai de succes club din ligă din Zambia și al doilea în general în urma lui Mufulira Wanderers, cu 44 de trofee. Ei joacă meciurile de acasă pe stadionul Nkana din Wusakile, Kitwe. Totodată Nkana este singură echipă din Zambia care a ajuns vreodată într-o finală de cupă africană. În 1990, în finala din Cupa Campionilor Africii au fost învinși la penalty de clubul algerian JS Kabylie, finala s-a jucat în două manșe, fiecare echipă și-a câștigat meciul de pe teren propriu cu scorul de 1 - 0. Singura retrogradare din istoria clubului a fost în sezonul 2003/2004.
Nkana are cea mai mare bază de fani din Zambia, fanii tari erau cunoscuți pentru susținerea zgomotoasă și pasională acordată clubului lor. În caz contrar, înainte de lansarea campaniei „Stop huliganismul în fotbal” de către asociațiile de suporteri ale echipelor din Super League, a fost întotdeauna tradiția fanilor Nkana să intensifice violența, mai ales după ce echipa lor a primit un gol sau a pierdut un meci de fotbal, ceea ce-a dus la amendarea clubului de mai multe ori de către federația FA Zambia.
Se pare că fiecare echipă care joacă în topul Zambiei este o rivală cu Nkana FC, dar rivalii lor sunt Power Dynamos cu care împart orașul, cele două echipe sunt doar despărțite de drumul cu autocarul Kitwe-Ndola. Atunci când cele două echipe se întâlnesc, orașul este împărțit și câștigătorii de la Kitwe Derby sau El Kopala primesc dreptul de laudă din partea orașului.
La 23 mai 2014, antrenorul principal Masautso Mwale a murit într-un accident rutier în ajunul meciului de acasă împotriva clubului Séwé Sport al Coastei de Fildeș, în grupa B din Cupa Confederației CAF 2014. Accidentul a avut loc în apropierea zonei Maposa, mașina lui s-a răsturnat de mai multe ori în timp ce se întorcea pentru a se alătura echipei din tabăra din Kitwe.

## Palmares
| Național         | Competiții   | Cea mai bună clasare         | Sezoane                                                                      |
| ---------------- | ------------ | ---------------------------- | ---------------------------------------------------------------------------- |
| Național         | Super League | Campioni                     | 1982, 1983, 1985, 1986, 1988, 1989, 1990, 1992, 1993, 1999, 2001, 2013, 2020 |
| Național         | Cupa         | Campioni                     | 1986, 1989, 1991, 1992, 1993, 2000, 2018                                     |
| CAF              |              |                              |                                                                              |
| Liga Campionilor | Finalistă    | 1990                         |                                                                              |
| Liga Campionilor | Semifinale   | 1983, 1986, 1989, 1991, 1994 |                                                                              |

## Performanță în competițiile CAF
- Liga Campionilor CAF : 12 prezențe

| 1983 : Semifinale 1984 : Sferturi de finală 1986 : Semifinale 1987 : Runda a doua | 1989 : Semifinale 1990 : Finalistă 1991 : Semifinale | 1992 : Sferturi de finală 1993 : Sferturi de finală 1994 : Semifinale | 2000 - Runda a doua 2002 - Runda a doua 2014 - Runda a doua |

| - Cupa Cupelor CAF : 2 prezențe 1998 - Sferturi de finală 2001 - Runda a doua | - Cupa CAF : 1 prezențe 1999 - Runda a doua |